# The California Reich
The California Reich ist ein knapp einstündiger US-amerikanischer Dokumentarfilm von  Keith F. Critchlow und Walter F. Parkes über nationalsozialistische Aktivitäten im Kalifornien der 1970er Jahre.

## Handlung
Der Film beleuchtet die Umtriebe einer zwar kleinen aber radikalen rassistisch-neonazistischen Bewegung, die im Kalifornien – hier gezeigt in den Ortsgruppen Los Angeles, San Francisco und Tracy – ihr von der breiten Masse kaum beachtetes Unwesen treibt. The California Reich macht gleich zu Beginn klar, dass es keinen Kommentar geben werde, und dass die Bilder und die von überzeugten Nationalsozialisten und ihren demonstrierenden Gegnern für sich allein sprechen werden. Die neonazistischen Mitglieder haben ihrer Partei den offiziellen Namen National Socialist White People’s Party gegeben und orientieren sich ideologisch stark an dem antisemitisch-rassistischen Programm der in Deutschland 1945 untergegangenen NSDAP. Zu dieser Ideologie gesellt sich überdies ein virulenter Hass auf schwarze Mitbürger, die die US-Nazis verächtlich „Nigger“ nennen. Im Film wird die Zahl von etwa 2000 Parteimitgliedern genannt, die sich auf Untergruppen in 25 Städten verteilen, darunter vier allein in Kalifornien.
Zu Beginn hört man Originaltöne von einer nazistischen Rundfunkübertragung mit rassistischen Ausfällen, gefolgt von Aufnahmen uniformierter, nazistischer junger Männer mit Hakenkreuzbinden. Sie hören das deutsche Soldatenlied „Ich hatt’ einen Kameraden“ und leisten einen Eid. Die nächsten Aufnahmen zeigen nazistische Demonstranten auf der Straße und ein Statement des Führers der NS-Filiale in San Francisco, Allen Vincent, zu seinem bisherigen Lebensverlauf, der Aufenthalte als Jugendlicher in zahlreichen Besserungsanstalten und später (1963) auch im Gefängnis (San Quentin) beinhaltet. Daraufhin wird ein kleiner Aufmarsch von Anti-Nazi-Demonstranten an der Universität von San Francisco dokumentiert. Zwischen beiden Gruppen, den Nazis und den Antifaschisten, kommt es zu lautstarken Diskussionen. Allens Ausführungen über seinen von allerlei Brüchen begleiteten Lebensweg schließen sich ebenso an wie „Sitzungen“ der lokalen NS-Parteimitglieder im vollen Ornat. Im familiären Umfeld wird bereits den kleinen Kindern der „deutsche Gruß“ („Heil Hitler“) und der Hass auf Juden beigebracht. Auf privaten Feiern sind Hitler-Bildnisse ebenso präsent wie Hakenkreuzflaggen. Selbst der Weihnachtsmann auf einer entsprechenden Feier trägt eine Hakenkreuzbinde. Auch Schießübungen für Parteimitglieder werden gezeigt.
Ken McAllister, Parteimitglied und Waffennarr, hat einst bei den Marines Soldaten im Gebrauch von Kurzwaffen (Pistolen, Revolver etc.) ausgebildet. Zur Drehzeit war er seit 13 Jahren in einem Warenhaus beschäftigt. Er beherbergt in seinem Hause eine Fülle von Schusswaffen, vor allem Gewehre. In einem Interview mit den Machern des Films gibt er der US-Regierung Schuld an dem Zusammenstoß der Rassen, weil er eine Bevorzugung dunkelhäutiger Menschen auszumachen glaubt. Er findet, dass sich die Weißen wehren sollten, dass sie kämpfen sollten. Im Anschluss daran wird Mrs. McAllister gezeigt, wie sie einen Kuchen backt, dessen Oberfläche die Hakenkreuzflagge zeigt. Auch in dieser Familie (die McAllisters haben zwei Kinder) werden die Nachkommen frühzeitig mit der Nazi-Ideologie der Eltern vertraut gemacht.
Paul Raymond ist, nachdem er der Nazi Partei beigetreten war, in seine Heimatstadt Tracy zurückgekehrt, um dort eine nationalsozialistische Ortsgruppe zu gründen. Erstes Parteimitglied in Tracy wurde sein Bruder Wayne. Tracy ist eine typische Kleinstadt in der jeder jeden kennt. Im Hintergrund hört man den NS-Sound der Stadt mit dem eingängigen Refrain „Ship Those Niggers Back“. Auch die Raymond-Brüder vertreten vehement die Ansicht, dass Juden und Schwarze das Verderben der „weißen Rasse“ bedeuten. Platoon-Sergeant Fred Surber wurde bereits zu einer Geldstrafe verurteilt, weil er für die Mitgliedschaft in der Nazi-Partei geworben hatte, während er sich auf dem Grund des US-Militärs befand. Surber bezeichnet sich selbst als einen durch und durch militärischen Menschen und hofft, dass sein Sohn eines Tages dieselbe Berufsrichtung wählen wird. Auch Surbers Sohn James wird frühzeitig in eine Nazi-Uniform gesteckt. Surber selbst ist zum Nationalsozialismus gestoßen, weil ihn das Militärische der deutschen Gesellschaft unter Hitler fasziniert und ebenso die perfekte Organisation und Schlagkraft der Deutschen Wehrmacht.
Die finalen Szenen führen zu den Anfängen des Films mit ihren Demonstrationen und Gegendemonstrationen zurück. Die kalifornischen Nazis singen das Horst-Wessel-Lied („Die Fahne hoch“), die Antifaschisten skandieren die Losung „Death to the Fashists!“. In einem bösartigen Kommentar macht sich schließlich Fred Surber über den Holocaust und die ermordeten Juden lustig. Das Schlusswort hat Allen Vincent. Der sagt mit leicht drohendem Unterton: Wenn nichts und niemand mehr hier (in den Vereinigten Staaten) sein wird, wir werden da sein.

## Produktionsnotizen
The California Reich entstand in den Jahren 1974 und 1975 und wurde einer internationalen Öffentlichkeit 1976 im Rahmen der Filmfestspiele von Cannes präsentiert. In Deutschland wurde der Film öffentlich nie gezeigt.
Der Film erhielt 1976 eine Nominierung für einen Oscar in der Sparte Bester Dokumentarfilm.

## Rezeption
Der Rezensent der New York Times, John J. O’Connor, erinnerte an die Intention der Macher dieses Films – „Ganz klar, dies ist nicht einmal aus der Ferne ein Film der Billigung. Die Produzenten sagen: Wir wollten die Nazis als Mitglieder unserer Gesellschaft zeigen, nicht als menschliche Monster, sondern als Menschen von nebenan“ – und folgerte am Ende seiner ausführlichen Betrachtung dieses Films bezüglich einer eventuell aufkommenden Diskussion, ob The California Reich mit den dort gezeigten Umtrieben und deren Verursachern nicht womöglich der breiten Masse einen Zugang zu dieser Ideologie ermögliche könnte und ob man diesen Leuten überhaupt ein (filmisches) Forum geben sollte: “Der Zugang kann natürlich Foren für Propaganda und Rekrutierung bieten. Aber es kann auch zur Bloßstellung führen. Die Zuschauer von „The California Reich“ werden wahrscheinlich mit überwältigender Mehrheit ein Gefühl akuter Scham entdecken, das einer der erbärmlicheren Teile des menschlichen Zustands ist.”